# José María Reybaud
José María Reybaud fue un jurisconsulto y funcionario argentino del siglo XIX. Personas de igual nombre pero posiblemente diferentes se desempeñaron como funcionarias en la época.

## Biografía
José María Reybaud nació en la ciudad de Buenos Aires y tras cursar sus estudios en la Facultad de Derecho de la Universidad de Buenos Aires se graduó de doctor en derecho en 1834 con una tesis sobre "La Pena de muerte es útil en muchos casos; por consiguiente no debe abolirse", becándosele el título. [cita requerida]
En 1852 apoyó las acciones emprendidas por el una comisión gubernamental integrada por Domingo Pica y Luis Gómez entre otros para investigar irregularidades en el otorgamiento de certificados de estudios presentados por alumnos a la Universidad. En 1853 el rector José Barros Pazos lo ascendió a secretario de la Universidad, cargo que desempeñó sobreyevando una larga y penosa enfermedad hasta que se jubiló en 1862 y fue reemplazado por Miguel García Fernández.[cita requerida]
Un José María Reybaud, quizá el mismo, se desempeñó como oficial escribiente de la cancillería argentina encabezada por Felipe Arana y tuvo participación en las negociaciones con el enviado inglés Enrique Southern que en noviembre de 1849 culminaron en el Tratado Southern-Arana que puso fin al conflicto con Inglaterra.[cita requerida]
El mismo gobernador Juan Manuel de Rosas, con quien mantuvo contacto y amistad cuando marchó al exilio, lo autorizó a rubricar documentos de gobierno con la leyenda	"Por ausencia del Sr. Ministro de R. Exteriores y por orden y autorización del Exmo. Sr. Gobernador: José M. Reybaud".
En la revolución de 1880 un José María Reybaud, probablemente su hijo, participó de la defensa de Buenos Aires al mando del batallón de voluntarios Alsina. Por esas fechas, y seguramente se trata de la misma persona, un José María Reybaud se desempeñaba como funcionario de la Contaduría, el mismo que para 1897 era ya Contador General de la Municipalidad de la Capital.[cita requerida]
En 1905 el Senado y Cámara de diputados de la Argentina otorgó una pensión a la viuda de don José María Reybaud, Ángela García, y a sus hijos menores. Uno de sus hijos fue María Catalina Reybaud García.